# Covenant marriage
In einigen Teilen der Vereinigten Staaten gibt es die Covenant Marriage, zu deutsch etwa mit bündische Ehe übersetzbar, als neues Rechtsinstitut. Sie ist eine Sonderform der Ehe, bei der die Brautleute sich in der Verlobungszeit beraten lassen und nur eine begrenzte Anzahl von Scheidungsgründen akzeptieren. Die Bewegung zur Etablierung der Covenant Marriage als legale Form stammt vor allem aus dem evangelikalen Bereich. Die Bewegung ist eine theokonservative, kulturelle und politische Antwort auf die Möglichkeit der Scheidung ohne Schuldigen sowie die hohe Scheidungsrate in den Vereinigten Staaten.
Für Ehen nach der Covenant Marriage ist es schwieriger, sich legal scheiden zu lassen. Scheidungsgründe sind typischerweise begrenzt auf Gewalt in der Ehe, Verbrechen mit Freiheitsstrafen oder Ehebruch. Allerdings greifen diese Beschränkungen nur, wenn der Partner, der die Scheidung beantragt, dies in einem Bundesstaat tut, der die Covenant Marriage anerkennt. Andernfalls gelten die normalen Scheidungsregeln. Derzeit wählen zwischen ein und drei Prozent der Paare diese Art der Eheschließung, wenn sie zur Verfügung steht.
1997 war Louisiana der erste Bundesstaat, der diese Form der Eheschließung einführte. Danach folgten Arkansas und Arizona. Schon verheiratete Paare können in diesen Staaten ihre Ehe in eine Covenant Marriage ändern lassen. In weiteren Staaten, wie Kalifornien, Florida, Georgia, Indiana, Iowa, Kansas, Maryland, Minnesota, Mississippi, Missouri, Nebraska, New Mexico, Oklahoma, Oregon, South Carolina, Tennessee, Texas, Utah, Virginia, Washington und West Virginia ist der Vorschlag einer Einführung dieser Eheform bereits gemacht worden, teilweise jedoch ebenfalls bereits vom zuständigen Landesparlament negativ beschieden worden, nicht zuletzt aus den Gründen, die im Abschnitt Kritik genannt werden.

## Kritik
Gegner dieses Instituts argumentieren, dass durch diese Eheform der Staat religiöse Ansichten sanktioniert. Einige befürchten, dass Frauen dadurch in ungesunden Bindungen gefangen werden könnten. In Missbrauchsfällen könnte es schwer werden, diese zu beweisen und so einen Richter von einem Scheidungsgrund zu überzeugen.